# Anna Christie (1931)
Anna Christie är en tysk-amerikansk film från 1931. Den är en tyskspråkig version av filmen med samma namn från 1930, och spelades in parallellt med den.

## Handling
Anna Christie (Greta Garbo) återvänder till sin far Chris Christofferson (Hans Junkermann), som inte sett henne sedan hon var liten. Han är kapten på en lastpråm. Matt (George F. Marion), en sjöman som fadern räddat förälskar sig i henne. Fadern vill dock inte att dottern ska gifta sig med en sjöman som han själv. Anna berättar om sitt förflutna som prostituerad och männen blir arga och lämnar henne. Slutligen förlåter Anna fadern för att han inte varit en del av hennes uppväxt och Matt förlåter Anna för att hon varit prostituerad och fadern låter dem gifta sig.

## Om filmen
Denna tyskspråkiga version spelades in samtidigt som den engelskspråkiga versionen, båda baserade på Eugene O'Neills pulitzerbelönade pjäs med samma namn. Den spelades in på samma plats, producerades av samma filmbolag (Metro-Goldwyn-Mayer) och med samma fotograf, men alla roller, utom titelrollen, spelades av andra skådespelare. Enligt den DVD-utgåva som släpptes 2005, med båda versionerna, föredrog Garbo själv denna version.

## Rollista i urval
- Greta Garbo - Anna Christie
- Theo Shall - Matt Burke
- Hans Junkermann - Chris Christofferson
- Salka Viertel - Marthy Owens